# Joanot Martorell

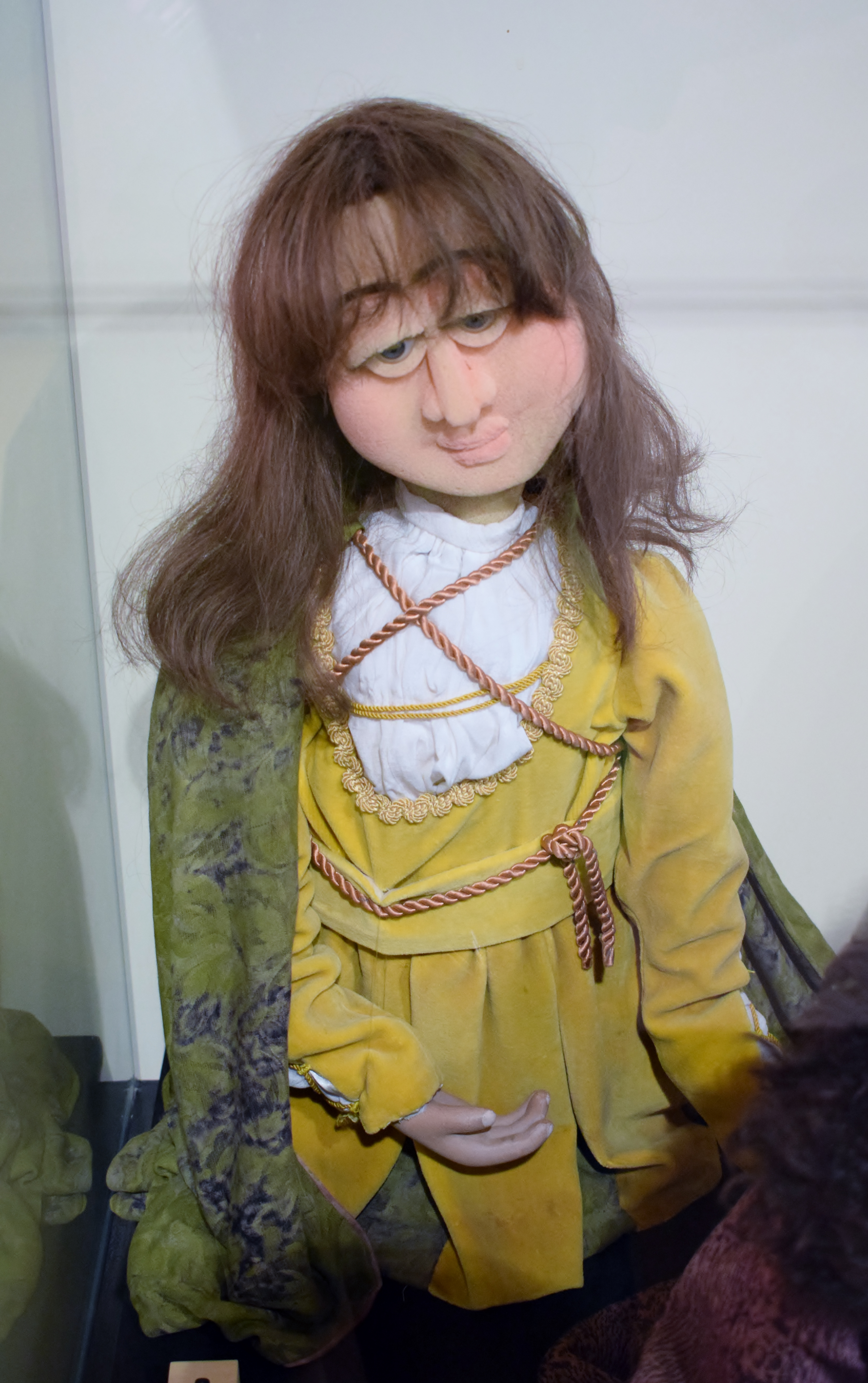
Titella de Joanot Martorell produït per a una versió televisiva del Tirant lo Blanc.

Joanot Martorell (originalment Johanot Martorell) (València, aprox. 1410 - 1465) fou un escriptor medieval valencià, conegut per haver escrit el Tirant lo Blanc, la seua obra més coneguda i considerada la primera novel·la moderna d'Europa.

## Vida
El seu naixement se situa entre el 1410 i el 1415 a la ciutat de València, segons l'historiador Jaume Chiner, en el si del llinatge dels Martorell, una família de la mitjana noblesa originària de Gandia, però establerta a València des de 1400. Son avi, Guillem Martorell, fou conseller reial i son pare, Francesc Martorell, cambrer del rei Martí l'Humà. Son pare morí el 1435, quan Joanot Martorell tenia uns 25 anys. Joanot Martorell fou el cap de família i l'encarregat de dur a terme tota l'herència familiar.
De Joanot Martorell, que era cunyat d'Ausiàs March, es coneixen força elements biogràfics que ens el mostren com un cavaller vigorós de vida agitada.
Feu llargues estades a Anglaterra, Portugal i Itàlia, a conseqüència de diverses lluites cavalleresques a les quals era aficionat.
Joanot Martorell era un cavaller bregós i el seu tarannà era considerat més aviat conflictiu, tot i això, era un gran escriptor. El 1433, Martorell surt per primera vegada documentat en una lletra de batalla. Joanot Martorell provocava molts enfrontaments. N'hi ha quatre de molt famosos.
1. L'any 1437 contra Joan de Monpalau, son cosí; era una qüestió d'honor, ja que aquest havia promés el seu casament amb sa germana Damiata i no el complí. En aquest duel, Joanot Martorell aconseguí que el rei d'Anglaterra fes de jutge, però el contrincant no es presentà; finalment, s'arribà a un acord quan Joan de Montpalau pagà una quantitat de diners a Damiata.[4] El conjunt d'aquestes lletres de batalla han estat publicades, en una versió modernitzada per Joan-Lluís Lluís, per l'editorial Bàrcino.[5]
2. L'any 1442 contra Jaume Ripoll.[6]
3. L'any 1442 contra Felip Boil, a causa d'un testimoni gràfic.[7]
4. Des de l'any 1442 fins al 1450, contra Gonzalo de Híjar.[8]

Cap dels quatre enfrontaments comportà combats. Darrere d'aquest personatge tan bregós, també hi havia un amant de la literatura. Martorell escrivia sovint lletres de batalla contra els seus rivals.
Cal destacar que Joanot Martorell viatjà molt, sobretot a Anglaterra, on conegué la vida cortesana i molts cavallers de l'època. També conegué molts llibres que més endavant seran la seua font d'inspiració.
També anà a Portugal, on conegué l'infant Ferran, germà del rei de Portugal, al qual li dedica la seua novel·la Tirant lo Blanc. L'any 1454 viatjà a Nàpols per ajudar Alfons el Magnànim.
El 2 de gener de 1460 començà a escriure Tirant lo Blanc; morí el 1465 a València, sense descendència, deixant la novel·la enllestida ("per mi sols sia estada ventilada").
Només va escriure aquesta obra, rica i complexa, insòlita i diferent, i és per això que el seu nom està entre els millors autors de la literatura catalana i universal.
L'obra té 487 capítols i més de 800 pàgines, en què s'explica la història d'un cavaller anomenat Tirant. El manuscrit de l'obra fou empenyorat per l'autor a Martí Joan de Galba a canvi de diners, deute que Martorell no pogué saldar. 25 anys després, Galba la feu imprimir per treure'n algun benefici, però morí sis mesos abans de la publicació de l'obra, l'any 1490.

## La seva obra
La novel·la cavalleresca és un gènere narratiu que es va desenvolupar a Europa en l'edat mitjana i es basa en la figura del cavaller, que protegeix el seu amo i busca l'honor, el valor i l'aventura a través de diverses proves i riscos. Aquestes novel·les reflecteixen la realitat d'una societat jerarquitzada en diversos estaments socials i regida per persones poderoses que generen guerres i diners per a interessos propis. La finalitat dels cavallers és mostrar la seva valentia en les batalles i defensar els seus interessos o els del senyor al qual serveixen. La novel·la cavalleresca també inclou elements fantàstics i mítics i l'ideal de la guerra santa.
Tirant lo Blanc és una novel·la cavalleresca que parla d'un donzell de Bretanya, instruït en les arts de la cavalleria per l'ermità Guillem de Varoych. Tirant és armat cavaller en el casament del rei d'Anglaterra i venç en els enfrontaments de les festes nupcials. Després de viure l'ambient de la cort reial anglesa, va al Mediterrani acompanyat per Felip, el fill petit del rei de França, i, juntament amb el rei de Sicília surten en defensa de l'illa de Rodes assetjada pels turcs. Trenquen el setge i repel·leixen els invasors. Tirant va forjant-se un nom com a cavaller valent i hàbil. L'infant Felip s'enamora de Ricomana, princesa de Sicília, i aquesta s'hi acaba casant gràcies a la destresa de Tirant per dissimular les patotxades de l'infant francès. Quan els turcs amenacen Constantinoble, Tirant hi acudeix i és armat capità de l'exèrcit romà. Aquest aspecte s'ha relacionat amb Roger de Flor al capdavant dels almogàvers. Tirant, a Constantinoble, s'enamora de Carmesina, la filla de l'emperador, i es viuen diverses escenes amoroses d'elevat erotisme. Diafebus té relacions sexuals amb Estefania i l'emperadriu enganya l'emperador amb el jove Hipòlit, que li recorda el seu fill mort en batalla, mentre Tirant fa el que pot amb Carmesina respectant la seua castedat. Aquesta relació prova de desbaratar-la la Vídua Reposada, que maquina argúcies per separar-los, ja que ella està enamorada de Tirant. Els enganys de la Vídua fan creure a Tirant que Carmesina li és infidel i, despitat, es fa a la mar, naufraga i fa cap al nord d'Àfrica. Gràcies a les seues destreses, Tirant capitaneja un exèrcit nord-africà i converteix al cristianisme tot el Magrib. Al final de la novel·la, Tirant torna a Constantinoble i allibera els grecs del setge turc que s'ha fet més estret en la seua absència. Es casa amb Carmesina i és proclamat hereu de l'Imperi Romà. Tornant victoriós d'una campanya, es troba malament, fa testament i mor. Carmesina, de dolor, també mor i també son pare, l'emperador. El jove Hipòlit el succeeix i es casa amb l'emperadriu, que en poc temps també morirà, i llavors Hipòlit es casa amb la filla del rei d'Anglaterra i així uneixen els territoris d'orient i occident en un gran imperi cristià. Un final estrany perquè, després de trencar les expectatives del lector fent morir el victoriós protagonista, Martorell intenta aconseguir un final feliç on projecta en la ficció el desig d'aconseguir allò que s'ha perdut per sempre, car els turcs havien ocupat Constantinoble el 1453 i ja no se'n mourien més.
Tirant lo Blanc fou editat l'any 1490 a València per primera vegada i el 1497 es fa una segona edició a Barcelona. D'aquestes dues primeres edicions, se'n conserven quatre exemplars. Tres són de la primera edició valenciana, impresa per Nicolau Spindeler: un està a la Universitat de València i els altres, un a la British Library de Londres i l'altre a la Hispanic Society of America de Nova York; un exemplar fragmentari es conserva a la Biblioteca de Catalunya. També se'n conserva un de la segona edició barcelonina.
A la primera meitat del segle xvi, fou traduït al castellà i a l'italià i més tard a l'anglès i al francès. Enlloc no figurava, però, el nom de l'autor ni la llengua original en què es va escriure l'obra. Així va poder ser conegut per Ariosto, Cervantes i Shakespeare. Modernament se n'han publicat moltes edicions i s'ha traduït a moltes altres llengües, s'han fet adaptacions escolars, per a titelles, per al teatre, per al cinema, etc.